# Manzana de Gómez
La Manzana de Gómez, reinaugurada en 2017 como Gran Hotel Manzana Kepinski, es un edificio del siglo XX en La Habana ubicado en los límites del municipio Habana Vieja, colindante con importantes sitios de la ciudad como el Parque Central, el Museo de Bellas Artes, el Hotel Parque Central, el Bar El Floridita, la Calle Obispo, el Hotel Plaza y el Centro Comercial Harry Brothers. 
Posee unos 5 pisos de altura. El primero en comenzar las obras fue Julián Zulueta, con el arquitecto Pedro Tomé Verecruisse, pero no las terminó. Quien terminó el proyecto fue José Gómez-Mena Vila. La estructura de la década de 1910 fue el primer complejo comercial de estilo europeo en Cuba. La Manzana de Gómez, fue la primera cuadra de la ciudad enteramente construida a principios del siglo XX para uso comercial con dos calles diagonales interiores que atraviesan el edificio en todas las direcciones y que integran la circulación peatonal con la tela exterior. Está limitado por las calles Neptuno, San Rafael, Zulueta y Monserrate.
Aunque, inicialmente, tuvo un uso exclusivamente comercial, posteriormente ha tenido uso mixto con centros de enseñanza, comercio y oficinas. En 2013 se anunció un proyecto para convertirlo en un Hotel privado.
En una de sus plantas estuvo la sede de la Institución Iberoamericana de Cultura, presidida por Fernando Ortiz. 
El Gran Hotel Manzana Kempinski de La Habana quedó inaugurado oficialmente el 8 de junio de 2017, con la presencia de la alta dirección de la compañía alemana que lo administrará y directivos del Grupo Gaviota, dueño de la instalación. El grupo hotelero Kempinsky, actual propietario, fundado en 1897, tiene su sede en Ginebra.
Este establecimiento abrió sus puertas a los primeros huéspedes el 22 de mayo de 2017.
"El nuevo Hotel Manzana Kempinski constituye punto de atención para los especialistas del sector de la hotelería y el turismo que concurren a Cuba. Esta instalación, es mencionada como la primera instalación turística de lujo cinco estrellas plus de Cuba, y tiene 246 habitaciones."